# Мимика
Појам мимика (фацијална експресија)се односи на покрете лица и углавном се догађају несвесно, али се могу научити контролисати. Реч мимика потиче од старогрчке речи μιμικος. Мимика се другачије може звати и фацијална експреција. Мимика и гестика стварају пантомиму.
Мимика  је јако важан део невербалне комуникације. Путем мимике особа може показати разна стања и емоције. Професор и психолог Роберт Плутцхик је 1980. године поставио психоеволутивну теорију, у којој је претпоставио да постоји осам основних емоција: бес, страх, туга, гађење, изненађење, ишчекивање, поверење, задовољство.
Према њему, ове основне емоције су биолошки примитивне и оне су најчешћи окидачи за понашања која су усмерена на одржање врсте. Поред горенаведених осам основних емоција, Плутцхик идентификује и осам сложених које чине следеће комбинације:
- Оптимизам = ишчекивање + задовољство
- Љубав = задовољство + поверење
- Покорност = поверење и страх
- Страхопоштовање = страх + изненађење
- Разочарење = изненађење + туга
- Сажаљење = туга + гађење
- Презир = гађење + бес
- Агресивност = бес + ишчекивање

У свакодневном животу мимиком се манифестују емоције које су наведене у овој теорији.
Мимика се такође дели на сегменте лица и сигнале које шаљу:
- сигнали очима
- сигнали уста и осмеха
- сигнали процене и обмане

## Вољна контрола фацијалне експресије
Још 1862 год. је француски лекар Душен испитивао мишиће лица и описао разлику између природне и лажне експресије лица. Истински осмех се према Душену може разликовати од лажног на основу два мишића лица која учествују у формирању осмеха:
- orbicularis oculi,  гура кожу лица образа и чела ка оку чиме оно задобија кружни облик;
- zygomaticus major, повлачи углове усана навише.

Према Душену могућа је вољна контрола zygomaticus major, али је немогуће вољно контролисати orbicularis oculi. Овакав лажни осмех назива се Душенов осмех.
С обзиром да смо у стању да вољно контролишемо мишиће лица могуће је инхибирати истинску фацијалну експресију и заменити је лажном. На пример, можемо се осмехивати болесној особи којој пружамо подршку или се можемо осмехивати како би прикрили изречену лаж.

## Сигнали очима
Изрека "очи су огледало душе" добија свој пун значај и смисао када се примењује у невербалној комуникацији.
У сигнале очима спадају:
- контакт очима
- зенице
- поглед
- обрве

#### Контакт очима
Контакт очима може да одржи комуникацију активном, да допринесе бољој комуникацији, али исто тако и да одбије комуникацију међу саговорницима. Постоји устаљено веровање да се особе које користе директан контакт очима сагледавају као особе са већим самопоуздањем, да имају кредибилитет и да немају шта да сакрију. Контакт очима разликује се у партнерским, пријатељским и пословним односима, али зависи и од теме разговора, од тога да ли слушамо или говоримо, од особина личности и искуства. Компетентним ситуацији контактом очима одаје се такође и поштовање према саговорнику.
Избегавање контакта очима је заступљено када особа не говори истину, када није искрена, када се осећа повређено, када се не симпатише саговорник, када се прича о стварима које су за ту особу интимне. Све су то ситуације и којима особа подсвесно тежи да сакрије поглед, пре него да се директним контактом очима "ода".

#### Зенице
Ширење зеница је последица позитивне емоције коју особа доживљава. Када се неко узбуди, његове зенице могу да се прошире толико да буду три пута веће од своје нормалне величине. И обрнуто, љутито и негативно расположење проузрокује скупљање зеница у оно што се обично назива "ситним очима" или "суженим погледом". Ширење и скупљање зеница, човек једноставно не може да контролише. 
Када се двоје заљубљених гледају у очи, они и не знајући трагају за сигналима ширења зеница и обоје се узбуђују примећујући их у очима оног другог. Истраживања су показала да се зенице мушкараца повећају скоро три пута када гледају порнографске филмове. Код већине жена, зенице се највише прошире док посматрају слике мајки са бебама. Мала деца и бебе имају веће зенице од одраслих, а зенице беба се непрестано шире у присуству одраслих, у настојању да изгледају што привлачније могуће и тако остану у центру њихове пажње.
Истраживања показују и да повећање зеница има реципрочно дејство на особу која их види. Код мушкараца који су посматрали слике жена са проширеним зеницама дошло је до већег ширења зеница, него када су посматрали слике жена са суженим зеницама.

#### Поглед
Постоје три основне врсте погледа: друштвени поглед, интиман поглед и моћан поглед.
Друштвени поглед се испољава као троугао оивичен очима и устима. У овај део лица се гледа када је окружење пријатељско и није претеће.
Интиман поглед је поглед који се креће преко очију и испод браде, према доњим деловима тела особе. Приликом сусрета из близине, то је троугласта област између очију и груди, док се поглед из даљине спушта од очију све до препона или још ниже. Мушкарци и жене користе овај поглед како би показали интересовање једно за друго. Шири периферни вид жене омогућава јој да одмери мушкарца од главе до пете, а да при том не буде ухваћена. Сужена визуелна перспектива мушкараца разлог је што он на врло очигледан начин шета погледом дуж тела жене.
Моћан поглед се испољава када на другој особи замислите да има треће око насред чела и погледом створите троугао између њена "три" ока. Држећи поглед усмерен на ову област, показује се озбиљност и ставља се до знања да директно гледамо саговорника у очи. Овај поглед је препоручљиво користити у пословној комуникацији, јер ако се користити у пријатељској и романтичној комуникацији, особа која упућује поглед, несвесно врши неумољив притисак на другу особу. 
Постоји и тзв. немиран поглед, он се види када особа лута погледом лево и десно. Такође покрети очију особе могу да открију на шта је усредсређен њен ум, тако што вам показују да ли се она присећа нечега што је чула, видела, омирисала, окусила или дотакла. Код особа које су дешњаци, у ситуацијама у којима размишљају о нечему што су виделе, њихове очи се аутоматски померају нагоре улево (обрнут случај важи за леваке). Када дешњак покушава да креира слику о нечему, онда се око помера нагоре и удесно (такође обрнуто за леваке). Када дешњак покушава да се сети неког звука, он ће померити око улево и померати главу, док ако се особа (дешњак) покушава сетити неког осећања, онда спушта главу и помера око удесно. Када особа прича сама са собом, она спушта главу и помера око улево.